# Paul Tobias
Paul Tobias (Indianápolis, 6 de fevereiro de 1963) é um músico americano. Foi guitarrista da banda Guns N' Roses (1994-2002) e Hollywood Rose.

## História
Desde a década de 80, Paul Tobias colaborava com Axl Rose, seu amigo de infância. Ainda em 1984, a primeira fita demo do Hollywood Rose trazia músicas co-escritas por Rose e Tobias, sendo elas Shadow Of Your Love e Back Off Bitch, esta última, incluída mais tarde no álbum Use Your Illusion I. Em 1995, Axl Rose demitiu Gilby Clarke, o então guitarrista base, pois segundo Axl, não conseguia compor com o mesmo. Paul logo assumiu o cargo ao lado de Slash. Junto da banda, ele gravou a versão da música dos Rolling Stones, "Sympathy For The Devil", que foi incluída no filme "Entrevista com o Vampiro". Mesmo sem querer, acabou gerando uma briga entre Slash e Axl, já que Slash não aceitava um overdub feito por Tobias no solo da música. Tudo isso gerou comentários do resto da banda na imprensa, dizendo que eles não se sentiam bem com Paul. Axl tomou a frente e o defendeu, dizendo que ele havia sido trazido apenas como um compositor para trabalhar com Slash. Após a saída dos antigos membros, Paul Tobias deu sequência ao seu trabalho na banda, juntamente de Robin Finck e os outros novos membros, co-escrevendo "Oh My God" com Dizzy Reed para o filme "Fim Dos Dias." Em 2001, Paul Tobias fez uma série de shows com o Guns N' Roses, incluindo um no Brasil, na terceira edição do festival "Rock In Rio". Em 2002, Tobias deixa de ser um membro oficial da banda, apesar de continuar atuando por algumas vezes como produtor e compositor. Sua participação no álbum "Chinese Democracy" é grande. Seu nome está na maioria das músicas do álbum como autor ou instrumentista.

## Rage Mank
Em 2002, a banda de Tobias Rage Mank tiveram interesse em lançar um álbum, composto de material gravado antes ser membro do Guns N' Roses, mas só quase quatro anos depois, em julho de 2006, apareceram 3 demos da banda em um My Space.

## Chinese Democracy
Tobias teve uma grande participação no álbum do Guns N' Roses, Chinese Democracy, abaixo as músicas que ele teve participação:
- Chinese Democracy - Guitarra
- Better - Guitarra
- There Was A Time - Piano
- Catcher in The Rye - Guitarra
- Rhis N' The Bedouins - Guitarra
- I.R.S - Guitarra
- Madagascar - Guitarra
- Prostitute - Guitarra